# Diócesis de Izcalli
La diócesis de Izcalli (en latín: Dioecesis Izcalliensis) es una circunscripción eclesiástica de la Iglesia católica en México. Se trata de una diócesis latina, sufragánea de la arquidiócesis de Tlalnepantla. Desde el 9 de junio de 2014 su obispo es Francisco González Ramos.

## Territorio y organización

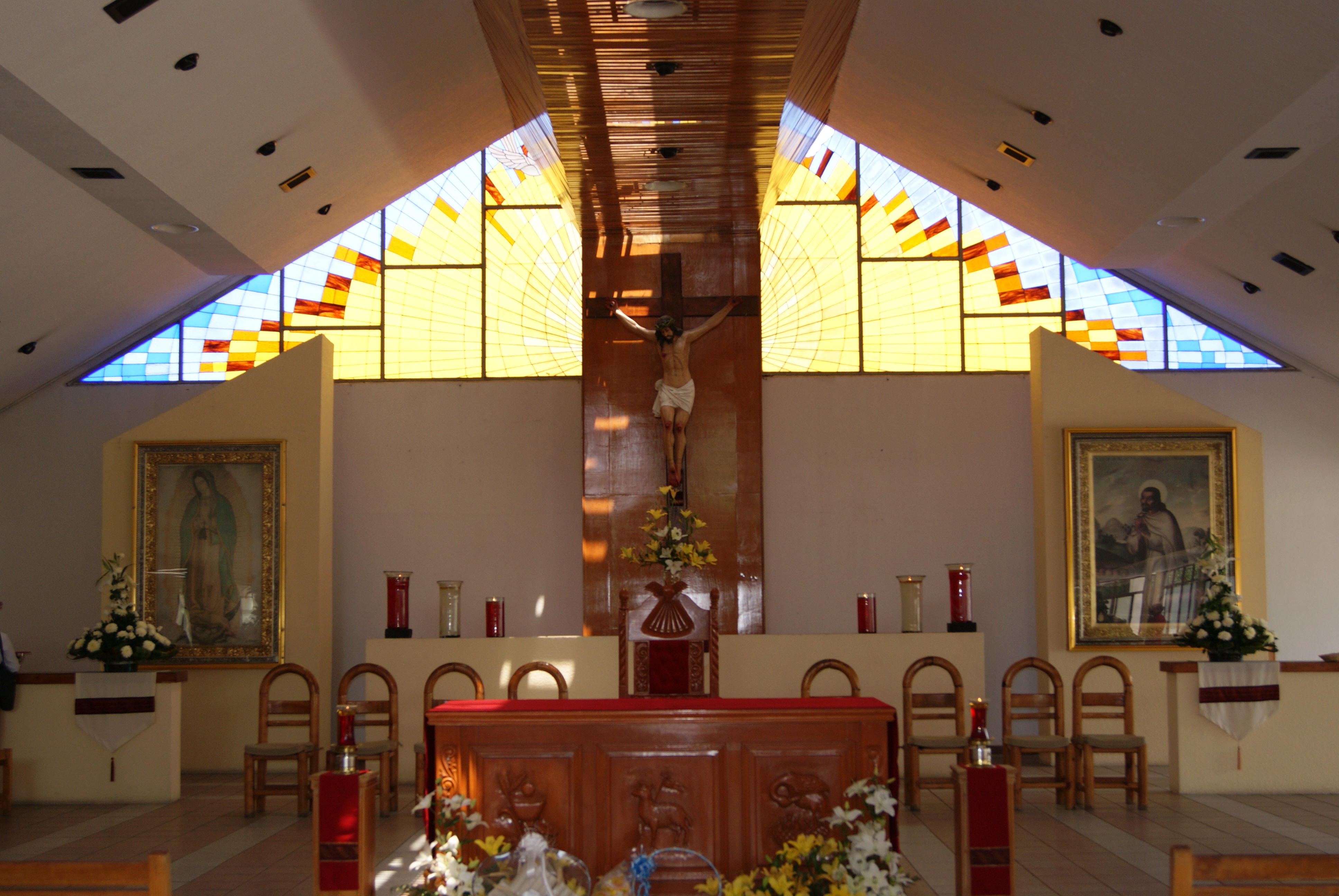
Capilla del seminario

La diócesis tiene 532 km² y extiende su jurisdicción sobre los fieles católicos de rito latino residentes en el estado de México en los municipios de: Nicolás Romero, Tepotzotlán y Cuautitlán Izcalli.
La sede de la diócesis se encuentra en la ciudad de Cuautitlán Izcalli, en donde se halla la Catedral de Santa María de la Anunciación.
En 2021 en la diócesis existían 37 parroquias.

## Historia
La diócesis fue erigida el 9 de junio de 2014 con la bula Christi voluntate del papa Francisco, obteniendo el territorio de la diócesis de Cuautitlán.

## Estadísticas
Según el Anuario Pontificio 2022 la diócesis tenía a fines de 2021 un total de 1 032 840 fieles bautizados.
| Año                                                                             | Población            | Población | Población      | Sacerdotes | Sacerdotes    | Sacerdotes    | Bautizados por sacerdote | Diáconos permanentes | Religiosos | Religiosos | Parroquias |
| Año                                                                             | Bautizados católicos | Total     | % de católicos | Total      | Clero secular | Clero regular | Bautizados por sacerdote | Diáconos permanentes | Varones    | Mujeres    | Parroquias |
| ------------------------------------------------------------------------------- | -------------------- | --------- | -------------- | ---------- | ------------- | ------------- | ------------------------ | -------------------- | ---------- | ---------- | ---------- |
| 2014                                                                            | 821 351              | 966 836   | 84.9           | 64         | 54            | 10            | 12 833                   |                      | 10         | 75         | 33         |
| 2016                                                                            | 923 564              | 1 089 345 | 84.8           | 94         | 64            | 30            | 9825                     |                      | 53         | 206        | 34         |
| 2019                                                                            | 978 342              | 1 242 968 | 78.7           | 104        | 68            | 36            | 9407                     |                      | 59         | 154        | 35         |
| 2021                                                                            | 1 032 840            | 1 345 527 | 76.8           | 96         | 68            | 28            | 10 758                   |                      | 83         | 147        | 37         |
| Fuente: Catholic-Hierarchy, que a su vez toma los datos del Anuario Pontificio. |                      |           |                |            |               |               |                          |                      |            |            |            |

## Episcopologio
- Francisco González Ramos, desde el 9 de junio de 2014